# Герб комуни Дегерфорс
Герб комуни Дегерфорс (швед. Degerfors kommunvapen) — символ шведської адміністративно-територіальної одиниці місцевого самоврядування комуни Дегерфорс. 

## Історія
Герб торговельного містечка (чепінг) Дегерфорс отримав королівське затвердження 1948 року. 
Після адміністративно-територіальної реформи, проведеної в Швеції на початку 1970-х років, муніципальні герби стали використовуватися лишень комунами. Цей герб був 1971 року перебраний для нової комуни Дегерфорс.
Герб комуни офіційно зареєстровано 1974 року.

## Опис (блазон)
У срібному полі синій хвилястий перев’яз справа, на ньому срібний алхімічний знак заліза, обабіч якого по такій же шестерні. 

## Зміст
Синій перев’яз символізує річку Летельвен. Алхімічний знак і шестерні вказують на видобуток і обробку заліза.